# 莲塘镇 (浦城县)
莲塘镇是中国福建省南平市浦城县下辖的一个镇。

## 历史沿革
浦城县南浦镇、“水南乡”建制撤销，析出莲塘镇部分区域，整合设立南浦街道和河滨街道。

## 行政区划
莲塘镇共辖22个行政村，分别是：
莲塘村、吕处坞村、山桥村、马西村、横源村、洪山村、溪洲村、官桥村、桐源村、西岩村、余乐村、东山村、前源村、罗墩村、吴东村、九秋村、悦乐村、下沙村、东源村、颜处村、西塅村、东门村。